# Cydia (geslacht)
Cydia is een geslacht van vlinders uit de familie van de bladrollers (Tortricidae) en de onderfamilie Olethreutinae.

## Soorten
- C. acerivora (Danilevsky & Kuznetzov, 1968)
- C. adenocarpi (Ragonot, 1875)
- C. adjunctana (Kennel, 1901)
- C. aelina Diakonoff, 1982
- C. aeologlypta (Meyrick, 1936)
- C. alabastrina Diakonoff, 1983
- C. alazon (Diakonoff, 1976)
- C. albimaculana (Fernald, 1879)
- C. albipicta (Sauter, 1968)
- C. alienana (Caradja, 1916)
- C. americana (Walsingham, 1879)
- C. amplana (Hübner, 1800) - oranje eikenbladroller
- C. amplidorsana (Caradja, 1916)
- C. amurensis (Danilevsky & Kuznetzov, 1968)
- C. anaranjada (Miller, 1959)
- C. anthracotis (Meyrick, 1913)
- C. aphrosema Diakonoff, 1987
- C. arabica (Amsel, 1958)
- C. archaeochrysa Diakonoff, 1986
- C. astragalana (Staudinger, 1871)
- C. atlantica Chambon & Ferot, 1985
- C. aurana (Fabricius, 1775)
- C. blackmoreana (Walsingham, 1903)
- C. bracteatana (Fernald, 1881)
- C. calliglypta (Meyrick, 1932)
- C. campestris (Meyrick, 1914)
- C. canariensis (Kuznetsov, 1972)
- C. candana (Forbes, 1924)
- C. caradjana (Rebel, 1910)
- C. caryana (Fitch, 1856)
- C. celiae (Clarke, 1976)
- C. cerasivora (Matsumura, 1931)
- C. cervinana (Caradja, 1916)
- C. cognatana (Barrett, 1874)
- C. commensalana (Danilevsky, 1963)
- C. confusana (McDunnough, 1935)
- C. conicolana (Heylaerts, 1874) - breedlijnige kegelbladroller
- C. coniferana (Saxesen, 1840) - schorssparspiegelmot
- C. connara Razowski & Brown, 2012
- C. conoterma (Meyrick, 1922)
- C. cornucopiae (Tengstrom, 1869)
- C. corollana (Hübner, 1823)
- C. cosmophorana (Treitschke, 1835) - bandspiegelmot
- C. costastrigulana (McDunnough, 1935)
- C. curitibana Schönherr, 1987
- C. cyanatra (Diakonoff, 1976)
- C. cyanocephala (Meyrick, 1921)
- C. cythisanthana Burmann & Prose, 1988
- C. cytisanthana Burmann & Pröse, 1988
- C. charops (Diakonoff, 1971)
- C. choleropa (Meyrick, 1913)
- C. chrysocosma (Meyrick, 1920)
- C. dadionopa (Diakonoff, 1976)
- C. dalbergiacola Liu, 1992
- C. damascana (Razowski, 1966)
- C. danilevskyi (Kuznetsov, 1973)
- C. deciduana (Steuer, 1969)
- C. derrai Prose, 1988
- C. deshaisiana (Lucas, 1858) - springboonmot
- C. deyana (Chrétien, 1915)
- C. dioszeghyi (Capuse, 1970)
- C. dissulta Diakonoff, 1983
- C. dochmasima Diakonoff, 1987
- C. doria (Clarke, 1976)
- C. duplicana (Zetterstedt, 1839) - grote sparspiegelmot
- C. effusana Lederer, 1855
- C. elongata (Kuznetsov, 1962)
- C. elpore (Diakonoff, 1976)
- C. epanthista (Meyrick, 1922)
- C. ermolenkoi (Danilevsky & Kuznetzov, 1968)
- C. erotella (Heinrich, 1923)
- C. euclera (Meyrick, 1921)
- C. excisa (Walsingham, 1891)
- C. excoriata (Meyrick, 1918)
- C. exornata (Diakonoff, 1969)
- C. exquisitana (Rebel, 1889)
- C. fabivora (Meyrick, 1928)
- C. fagiglandana Zeller, 1841 - beukenspiegelmot
- C. fahlbergiana (Thunberg, 1797)
- C. farsica (Danilevsky & Kuznetzov, 1968)
- C. fimana Snellen, 1883
- C. fletcherana (Kearfott, 1907)
- C. flexiloqua (Heinrich, 1926)
- C. gallaesaliciana (Riley, 1881)
- C. gallicana (Guenée, 1845)
- C. garacana (Kearfott, 1907)
- C. geministriata (Walsingham, 1900)
- C. generosana (Christoph, 1882)
- C. gilviciliana (Staudinger, 1859)
- C. glandicolana (Danilevsky & Kuznetzov, 1968)
- C. grandicula (Heinrich, 1926)
- C. grunertiana (Ratzeburg, 1868)
- C. haemostacta (Meyrick, 1931)
- C. hemisphaerana (Walsingham, 1897)
- C. heptacopa (Meyrick, 1916)
- C. honorana (Herrich-Schäffer, 1851)
- C. hygrotrema (Diakonoff, 1971)
- C. ichthyura (Meyrick, 1926)
- C. ilipulana (Walsingham, 1903)
- C. illustrana (Kuznetsov, 1986)
- C. illutana (Herrich-Schäffer, 1851) - doffe sparspiegelmot
- C. implicatana (Christoph, 1881)
- C. improbana (Snellen, 1872)
- C. indivisa (Danilevsky, 1963) - sparspiegelmot
- C. informosana (Walker, 1863)
- C. ingens (Heinrich, 1926)
- C. ingrata (Heinrich, 1926)
- C. injectiva (Heinrich, 1926)
- C. inopiosa (Heinrich, 1926)
- C. inquinatana (Hübner, 1800) - esdoornbladroller
- C. instratana (Kennel, 1901)
- C. interruptana (Herrich-Schäffer, 1851)
- C. interscindana (Moschler, 1866)
- C. intexta (Kuznetsov, 1962)
- C. japonensis Kawabe, 1980
- C. johanssoni Aarvik & Karsholt, 1993
- C. junctistrigana (Walsingham, 1900)
- C. kamijoi (Oku, 1968)
- C. kohfidischiana (Diakonoff & Kuznetsov, 1971)
- C. kozlovi (Kuznetsov, 1962)
- C. lacustrina (Miller, 1976)
- C. lajonquierei (Capuse, 1970)
- C. largo Heppner, 1982
- C. laricana (Busck, 1917)
- C. larimana (Walsingham, 1895)
- C. latiferreana (Walsingham, 1879)
- C. latisigna Miller, 1986
- C. lautiuscula (Heinrich, 1926)
- C. lavenuae Gibeaux, 1984
- C. leguminana (Lienig & Zeller, 1846)
- C. leptogramma (Meyrick, 1913)
- C. leucatma (Meyrick, 1925)
- C. leucitis (Meyrick, 1907)
- C. leucobasis (Busck, 1916)
- C. leucogrammana (O. Hofmann, 1898)
- C. lygistis (Diakonoff, 1977)
- C. maackiana (Danilevsky, 1963)
- C. major (Prohaska, 1922)
- C. malacodes (Meyrick, 1911)
- C. malesana (Meyrick, 1920)
- C. malivorella (Matsumura, 1931)
- C. marginestriana (Filipjev, 1925)
- C. maxima (Kuznetsov, 1973)
- C. mediana (Walker, 1866)
- C. medicaginis (Kuznetsov, 1962)
- C. mediocris (Kuznetsov, 1972)
- C. melanoptycha Diakonoff, 1983
- C. melicrossis (Meyrick, 1932)
- C. membrosa (Heinrich, 1926)
- C. microgrammana (Guenee, 1845) - stalkruidmot
- C. millenniana (Adamczewski, 1967)
- C. minuta (Obraztsov, 1968)
- C. miscitata (Heinrich, 1926)
- C. modica (Meyrick, 1913)
- C. molybdana (Constant, 1884)
- C. montezuma Miller, 1986
- C. monticola (Kuznetsov, 1962)
- C. multilineana (Kearfott, 1908)
- C. multistriana (Chretien, 1915)
- C. nebulocula (Diakonoff, 1976)
- C. negatana (Rebel, 1896)
- C. neolopha (Meyrick, 1926)
- C. nicomacha (Meyrick, 1921)
- C. nigra (Miller, 1966)
- C. nigricana (Fabricius, 1794) - erwtenbladroller
- C. nigritana (Mann, 1862)
- C. nigrostriana (Snellen, 1883)
- C. obnisa (Heinrich, 1926)
- C. obumbrana Kuznetsov, 1992
- C. ocnogramma (Meyrick, 1910)
- C. odontica Diakonoff, 1983
- C. orientis (Kuznetsov, 1966)
- C. oxytropidis (Martini, 1912)
- C. oxytropis (Martini, 1913)
- C. pactolana (Zeller, 1840) - c-spiegelmot
- C. pagenstecheri (Bradley, 1961)
- C. palmetum (Heinrich, 1928)
- C. pamira (Obraztsov, 1943)
- C. pavonana (Walsingham, 1900)
- C. pentalychna (Meyrick, 1938)
- C. perelegans (Kuznetsov, 1962)
- C. periclydonia Diakonoff, 1983
- C. persica (Danilevsky & Kuznetzov, 1968)
- C. pfeifferi (Rebel, 1936)
- C. phalacris (Meyrick, 1912)
- C. phaulomorpha (Meyrick, 1926)
- C. phyllisi Miller, 1986
- C. pinetana (Schläger, 1848)
- C. plumbiferana (Staudinger, 1870)
- C. plumbosana (Bradley, 1961)
- C. pomonella Linnaeus, 1758 - fruitmot
- C. populana (Busck, 1917)
- C. prismatica (Meyrick, 1911)
- C. pseudomalesana Clarke, 1986
- C. pseudotsugae (Evans, 1969)
- C. pyrivora (Danilevsky, 1947)
- C. quadrocellana (Walsingham, 1900)
- C. rana (Forbes, 1924)
- C. reflectrix (Meyrick, 1928)
- C. refrigescens (Meyrick, 1924)
- C. resinosae (Freeman, 1962)
- C. rjabovi (Kuznetsov, 1962)
- C. sammuti Diakonoff, 1986
- C. sanctacruciana (Karpinski & Toll, 1962)
- C. secretana (Kuznetsov, 1973)
- C. semicinctana (Kennel, 1901)
- C. sennae Razowski & Brown, 2012
- C. serratula (Diakonoff, 1947)
- C. servillana (Duponchel, 1836) - wilgenspiegelmot
- C. siderocosma (Diakonoff, 1969)
- C. silvana (Kuznetsov, 1970)
- C. splendana Hübner, 1799 - gewone spiegelmot
- C. spumans (Meyrick, 1930)
- C. stelocosma (Meyrick, 1925)
- C. stelosema (Meyrick, 1931)
- C. striatana (Caradja, 1916)
- C. strigulatana (Kennel, 1899)
- C. strobilella Linnaeus, 1758 -  kegelbladroller
- C. succedana Denis & Schiffermüller, 1775 - scherpe spiegelmot
- C. sulphurella (Pagenstecher, 1900)
- C. sumptuosana (Rebel, 1928)
- C. tana (Kearfott, 1907)
- C. taocosma (Meyrick, 1914)
- C. tenebrana (Christoph, 1882)
- C. toreuta (Grote, 1873)
- C. torostoma (Gates Clarke, 1972)
- C. trasias (Meyrick, 1928)
- C. trichota Diakonoff, 1988
- C. trifascicolana Schönherr, 1987
- C. trigonoptila (Meyrick, 1921)
- C. trogodana Prose, 1988
- C. tropicana Kuznetsov, 1992
- C. tumulata Meyrick, 1908
- C. tunisiana Aarvik & Karsholt, 1993
- C. turcianae Chambon, Witzgall & Bengtsson, 1993
- C. ulicetana (Haworth, 1811)
- C. undosa (Diakonoff, 1957)
- C. vallesiaca (Sauter, 1968)
- C. vexilla (Durrant, 1906)
- C. violescens (Meyrick, 1918)
- C. yasudai (Oku, 1968)
- C. youngana (Kearfott, 1907)
- C. zebeana (Ratzeburg, 1840) - dalmatiërbladroller
- C. zygogramma (Meyrick, 1935)